# Покотило Сергій Вікторович
Сергі́й Ві́кторович Покоти́ло (6 жовтня 1903, село Демидів Димерської волості Київського повіту Київської губернії, тепер Вишгородського району Київської області — ?) — радянський діяч органів державної безпеки, генерал-майор. Депутат Верховної Ради СРСР 2-го скликання.

## Біографія
Народився в бідній селянській родині, батько помер у 1905 році. У 1916 році закінчив церковнопарафіяльну школу в селі Демидові.
З 1916 до 1917 року працював носієм пакетів у Київській земській управі. У 1918—1919 роках — носій пакетів Київського повітового комітету робітничих і селянських депутатів.
З вересня 1919 до жовтня 1925 року працював у господарстві матері в селі Демидові Київського повіту. Був секретарем комітету бідноти, організував комсомольський осередок в селі, був секретарем Демидівської сільської ради та бійцем загону частин особливого призначення.
З жовтня 1925 року служив у Червоній армії. У жовтні 1925 — вересні 1926 року — курсант школи 137-го стрілецького полку 46-ї стрілецької дивізії Українського військового округу.
У вересні 1926 — жовтні 1929 року — курсант Військової школи імені ВЦВК у Москві.
Член ВКП(б) з серпня 1927 року.
У жовтні 1929 — серпні 1933 року — командир взводу, командир роти 65-го стрілецького полку 22-ї стрілецької дивізії Північнокавказького військового округу.
У серпні 1933 — березні 1934 року — начальник штабу батальйону 65-го стрілецького полку 22-ї стрілецької дивізії Північнокавказького військового округу.
З березня до серпня 1934 року — слухач академічних курсів технічного удосконалення командного складу РСЧА.
У серпні 1934 — травні 1936 року — начальник штабу військової частини № 2461 Ленінградського військового округу.
У травні 1936 — жовтні 1937 року — начальник штабу військової частини № 2455 Ленінградського військового округу.
У жовтні 1937 — лютому 1939 року — слухач Військової академії РСЧА імені Фрунзе в Москві. У лютому 1939 року з другого курсу академії направлений на роботу в органи державної безпеки.
4 лютого 1939 — 6 лютого 1941 року — начальник особливого відділу НКВС Північнокавказького військового округу.
З 6 до 26 лютого 1941 року — заступник начальника Управління НКВС по Ростовській області.
26 лютого — 31 липня 1941 року — начальник Управління НКДБ по Ростовській області.
31 липня 1941 — 29 жовтня 1942 року — начальник Управління НКВС по Ростовській області.
Одночасно, до 29 жовтня 1942 року — начальник охорони Військово-Грузинської дороги та заступник начальника військ НКВС з охорони тилу Закавказького фронту.
3 листопада 1942 — 11 січня 1943 року — начальник 1-го відділу та заступник начальника 5-го спеціального управління НКВС СРСР у Москві.
11 січня — 7 травня 1943 року — начальник Управління НКВС по Ростовській області.
7 травня 1943 — 14 листопада 1946 року — начальник Управління НКДБ (МДБ) по Ростовській області.
14 листопада 1946 — 17 травня 1950 року — начальник Управління МДБ по Ярославській області.
У 1949 році закінчив заочне відділення Вищої партійної школи при ЦК ВКП(б).
17 травня 1950 — 29 липня 1955 року — начальник управління контррозвідки МДБ (особливого відділу КДБ) Київського військового округу.
З липня до вересня 1955 року — в розпорядженні Управління кадрів КДБ при РМ СРСР.
29 вересня 1955 — 5 серпня 1957 року — заступник начальника особливого відділу КДБ Уральського військового округу.
5 серпня 1957 року — звільнений з органів державної безпеки.
Подальша доля невідома.

## Звання
- капітан державної безпеки
- майор державної безпеки (4.02.1939)
- комісар державної безпеки (14.02.1943)
- генерал-майор (9.07.1945)

## Нагороди
- орден Леніна (24.11.1950)
- орден Червоного Прапора (4.12.1945)
- орден Кутузова ІІ ст. (8.03.1944)
- орден Трудового Червоного Прапора (20.09.1943)
- два ордени Червоної Зірки (2.07.1942, 3.11.1944)
- орден «Знак Пошани» (26.04.1940)
- медаль «За оборону Кавказу»
- медаль «За перемогу над Німеччиною у Великій Вітчизняній війні 1941—1945 рр.» (1945)
- медалі
- знак «Заслужений працівник НКВС» (4.02.1940)